# Golfo di Panzano
Il Golfo di Panzano è un'insenatura dell'Alto Adriatico, rappresentate la sezione più settentrionale del Golfo di Trieste, e dell'intero Mar Mediterraneo. Il golfo è delimitato a sud da punta Sdobba, in corrispondenza con la foce dell'Isonzo, mentre la zona orientale è descritta dai primi contrafforti del Carso.
Il nome deriva dalla località di Panzano, rione della città di Monfalcone.

## Descrizione
L'ampia insenatura descrive un arco quasi regolare, nella sua sezione occidentale (ove la costa è bassa e sabbiosa), che si diparte dalla foce del fiume Isonzo per terminare nella parte più settentrionale della Costiera triestina. Nella parte orientale del golfo la costa assume una conformazione più lineare e si eleva, a causa della vicinanza delle colline del Carso con la riva.
L'area della Costiera triestina è caratterizzata da piccole insenature, a prevalente destinazione turistica, come la Baia di Sistiana, il porticciolo di Duino e l'area del Villaggio del Pescatore. Nei pressi di tale località si getta nel golfo il Timavo. Un suo piccolo affluente, il Moschenizze, e il canale Locavez, prima di confluire nel Timavo, disegnano il confine tra la ex provincia di Gorizia e quella di Trieste.
La zona più settentrionale del golfo è delimitata dall'isola di Panzano (collegata alla terra ferma da un ponte), che protegge l'entrata al porto di Monfalcone, e al canale Valentinis, che conduce agli imponenti cantieri navali. Il litorale occidentale è sede di altri centri balneari come Marina Julia e il Lido di Staranzano. L'area della foce dell'Isonzo costituisce riserva naturale, così come quella delle Falesie di Duino.
Il golfo è sfruttato anche per la mitilicoltura.

## Caratteristiche
Durante l'inverno le zone nei pressi delle rive più basse e palustri possono gelare. Il golfo è protetto dai venti, anche se spesso è soggetto a forti raffiche di Bora. La scarsa profondità e l'apporto di acque dolci avvicinano la sue caratteristiche a quelle di una laguna.